# لجنة الأمم المتحدة للتعويضات
أُنشئت لجنة الأمم المتحدة للتعويضات (UNCC) في عام 1991 كهيئة فرعية تابعة لمجلس الأمن التابع للأمم المتحدة. ولايتها على عملية المطالبات ودفع التعويضات عن الخسائر والأضرار الناتجة مباشرة لغزو العراق واحتلاله للكويت في 2 آب 1990 حتى 26 شباط 1991 الذي نتجَ عنه اندلاع معركة أم المعارك/حرب الخليج الثانية. وشملت هذه الخسائر مطالبات بالتعويض عن فقدان الممتلكات ووفيات وفقدان موارد طبيعية وأضرار لحقت بالصحة العامة وأضرار بيئية.
في الاجتماع الأول في آب/أغسطس 1991، أقيمت ست فئات من المطالبات: مطالبات الأفراد الذين أجبروا على الفرار من الكويت بين الغزو ووقف إطلاق النار (الفئة أ)؛ مطالبات الأفراد الذين عانوا (أو عائلتهم) من إصابات أو وفاة نتيجة للغزو (ب)؛ مطالبات الأفراد بالتعويض عن الخسائر التجارية والألم والكرب وتلف الممتلكات وما إلى ذلك أقل من 100000 دولار (ج)؛ مطالبات الأفراد المتعلقة بخسائر العمل والألم والكرب وتلف الممتلكات وما إلى ذلك أكثر من 100000 دولار (د)؛ مطالبات الشركات والكيانات الأخرى المتعلقة بخسائر قطاع الأعمال (بما في ذلك قطاع النفط) (هـ)؛ ومطالبات الوكالات الحكومية والدولية بتكلفة إعادة التوطين وتقديم الإغاثة للمواطنين، والمطالبات بالتعويض عن الأضرار التي لحقت بالممتلكات الحكومية والبيئة (و). تم تقسيم مطالبات الفئة «ه»، «و» إلى فئات فرعية.
كل فئة مطالبة لها تواريخ محددة لبدء المطالبة وتقديم الأدلة المطلوبة. تم تقديم ما يزيد عن 350 مليار دولار من المطالبات في 3168 681 مطالبة. من هذه المطالبات، أدى 1,543.619 (57 ٪) إلى نوع من التعويض. وكان المجموع الممنوح، الذي سيدفعه العراق من عائدات النفط، يتجاوز بقليل 52 مليار دولار. واعتبارًا من نيسان/أبريل 2013، دُفع ما يقرب من 41.2 مليار دولار من هذا المجموع إلى أصحاب المطالبات، مع ما يقرب من 11.2 مليار دولار المتبقية لدفع. تبنت لجنة الأمم المتحدة لمكافحة التصحر سياسة دفع الأفراد أولاً، مما أدى إلى أن المبلغ المتبقي مستحق بالكامل لكيان حكومي، وتحديداً شركة النفط الحكومية في الكويت. تقوم لجنة الأمم المتحدة للتعويضات (UNCC) بدفع ما يقرب من مليار دولار أمريكي كل ثلاثة أشهر، وهذا يتوقف على حجم عائدات النفط العراقية.
يمكن العثور على نسخ من جميع القرارات الرئيسية والأدلة الرئيسية لدعم المطالبات على موقع لجنة الأمم المتحدة للتعويضات.
بدأت عملية تقييم المطالبات ومنحها خلال فترة حكم الرئيس صدام حسين في العراق. ومع ذلك، لم تتم تسوية الكثير من المطالبات (ولا سيما المطالبات الرئيسية) إلا بعد زوال حكم صدام حسين واحتلال العراق وتشكيل حكومة جديدة فيه، بذلَ نادي باريس جهوداً وسعياً لإعفاء الديون من أجل السماح للعراق باستخدام عائداته النفطية لإعادة الإعمار قوبلت ببعض النجاح بين الدول الغنية مع الاستثناءات البارزة في الكويت والسعودية. وقد اقترحت بعض الكيانات مفهوم الديون البغيضة، والتي بموجبها لا ينبغي أن يكون أي بلد مسؤولاً عن الديون التي يتكبدها النظام الاستبدادي بغرض تقوية نفسه وقمع المعارضة الداخلية.

## إنهاء عمل اللجنة
في 22 شباط سنة 2022 اتخذ مجلس الأمن قراره المرقم 2621 ذُكرَ فيه:
- اللجنة قد أوفت بالولاية المنوطة بها بمجوب القرارين 687 سنة 1991 و692 سنة 1991 وقرارات مجلس الأمن الأخرى ذات الصلة
- العراق أوفى بالتزاماته الدولية القاضية بتعويض جميع أصحاب المطالب الذي منحتهم اللجنة تعويضاً عن الخسارة المباشرة أو الضرر المباشر...نتيجة لغزو العراق واحتلاله غير المشروعين للكويت.
- حكومة العراق لم تعد مطالبة بإيداع نسبة مؤية من عائدات المبيعات من صادرات النفط والمنتجات النفطية والغاز الطبيعي في الصندوق.
- عملية المطالبات التي تشرف عليها اللجنة قد اكتملت ووصلت إلى نهايتها وأن اللجنة لن تُقَّدم إليها أي مطالبات أخرى.[4][5]

## روابط خارجية
- الموقع الإلكتروني للجنة الأمم المتحدة للتعويضات